# Moucherolle d'Hispaniola
Contopus hispaniolensis
Espèce
Synonymes
- Tyrannula carriboea (var. hispaniolensis)

Statut de conservation UICN

 LC  : Préoccupation mineure
Le Moucherolle d'Hispaniola (Contopus hispaniolensis) est une espèce de passereau placée dans la famille des Tyrannidae.

## Systématique
Le Moucherolle d'Hispaniola a été décrit en 1867 sous le nom scientifique de Tyrannula carriboea (var. hispaniolensis) par Bryant. Ce taxon est considéré par certains auteurs comme conspécifique avec le Moucherolle tête-fou (Contopus caribaeus).

## Sous-espèces
Cet oiseau est représenté par 2 sous-espèces :
- Contopus hispaniolensis hispaniolensis : Hispaniola ;
- Contopus hispaniolensis tacitus (Wetmore, 1928)[2] : La Gonâve (Haïti).